# Она стреляет метко
«Она стреляет метко» (англ. She Shoots Straight, иер. трад. 皇家女將, упр. 皇家女将, кант.-рус.: Вон ка нёй чён) — гонконгский криминальный боевик 1990 года с участием Джойс Годензи, Тони Лёна и Карины Лау. Фильм срежиссировал Кори Юнь по сценарию Юнь Кайчи и Барри Вона.

## Сюжет
Инспектор полиции Мина Коу Лайпхин выходит замуж за Вон Чунпоу, представителя полицейской семьи, куда также входят его мать, госпожа Вон, и четыре сестры. Старшая из сестёр, Вон Калин, испытывает неприязнь к жене брата и возмущена тем, что та близка к тому, чтобы превзойти её и брата в отделе. Когда налёт вьетнамской банды на роскошный клуб приводит к нескольким жертвам в рядах полиции, Калин начинает винить себя за то, что раскрыла себя, являясь агентом под прикрытием. Начальник Мины заставляет её подписать отчёт, в котором рекомендуется отстранить Калин, что только усугубляет положение. После того, как Мина убила одного из людей вьетнамцев, их лидер решает отомстить ей, но вместо Мины погибает Чунпоу. Эта трагедия побуждает Мину и Калин отложить в сторону свои личные разногласия и отомстить за его смерть.

## В ролях
| Актёр          | Роль                       |
| -------------- | -------------------------- |
| Джойс Годензи  | инспектор Мина Коу Лайпхин |
| Тони Лён Кафай | инспектор Вон Чунпоу       |
| Карина Лау     | Вон Калин                  |
| Тан Пиквань    | госпожа Вон                |
| Юнь Ва         | Юнь Ва                     |
| Энгли Лён      | Вон Каёй                   |
| Сара Ли        | Вон Калай                  |
| Саммо Хун      | главный суперинтендант Хун |
| Сандра Ын      | Вон Каю                    |